# Django (album)
Django è un album discografico del gruppo jazz Modern Jazz Quartet, pubblicato su LP nel 1956 dalla Prestige Records.

## Il disco
Le sessioni in studio per l'album ebbero luogo nel giugno 1953, nel dicembre 1954, e nel gennaio 1955, e (poiché la loro casa discografica Prestige Records doveva ancora entrare nell'era degli LP a 33 giri) fu inizialmente pubblicato su due dischi da 10 pollici. La prima sessione (che produsse i brani The Queen's Fancy, Delauney's Dilemma, Autumn In New York e But Not for Me) si tenne a  New York, ma le successive vennero spostate nello studio di Rudy Van Gelder a Hackensack, in New Jersey.
Il brano Django (come anche gli altri originali presenti sull'album) venne composto dal leader e pianista del gruppo John Lewis. Si tratta di una delle sue composizioni più celebri, scritta in memoria del chitarrista zingaro franco-belga Django Reinhardt, all'epoca recentemente scomparso. Altro brano "dedicato" è Delauney's Dilemma, uno scherzoso tributo all'omonimo critico jazz francese. La lunga La Ronde Suite è praticamente una versione dello standard jazz Two Bass Hit, scritto da Lewis per Dizzy Gillespie e reinterpretato, tra gli altri, anche da Miles Davis nell'album Milestones. Curiosamente, nell'album è inclusa anche una canzone con un titolo simile composta proprio da Gillespie, One Bass Hit.
Sul disco si può chiaramente sentire Milt "Bags" Jackson che canticchia e borbotta in sottofondo ai pezzi più lenti, che includono cover di But Not For Me di George Gershwin e dello standard Autumn In New York di Vernon Duke, e Milano, brano composto da Lewis in omaggio alla città italiana (dove ai tempi il jazz era molto popolare).

## Tracce
1. Django (John Lewis) – 7:03
2. One Bass Hit (Dizzy Gillespie) – 2:59
3. La Ronde Suite (Lewis) – 9:38
4. The Queen's Fancy (Lewis) – 3:12
5. Delauney's Dilemma (Lewis) – 4:01
6. Autumn in New York (Vernon Duke) – 3:40
7. But Not for Me (George Gershwin, Ira Gershwin) – 3:44
8. Milano (Lewis) – 4:23

## Musicisti
- Milt Jackson - vibrafono
- John Lewis - pianoforte
- Percy Heath - contrabbasso
- Kenny Clarke - batteria